# Poritia erycinoides
Poritia erycinoides är en fjärilsart som beskrevs av Felder 1865. Poritia erycinoides ingår i släktet Poritia och familjen juvelvingar. Inga underarter finns listade i Catalogue of Life.

## Bildgalleri

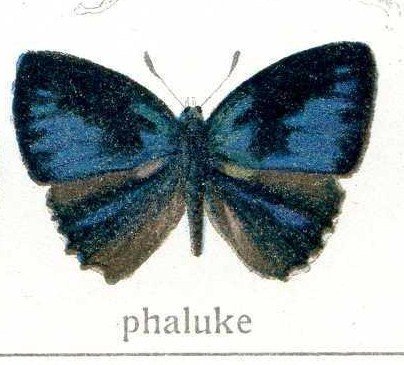